# Eckartsberga
Eckartsberga é um município da Alemanha, situado no distrito de Burgenlandkreis, no estado de Saxônia-Anhalt. Tem 35,95 km² de área, e sua população em 2019 foi estimada em 2.318 habitantes.